# Porumbel gulerat
Porumbelul gulerat (Columba palumbus) este o specie mare din familia porumbeilor și turturelelor (Columbidae), originar din vestul Palearcticii. Face parte din genul  Columba, care include specii înrudite, cum ar fi porumbelul de stâncă (Columba livia).

## Taxonomie
Porumbelul gulerat a fost descris oficial de naturalistul suedez Carl Linnaeus în 1758, în cea de-a zecea ediție a lucrării sale Systema Naturae. El l-a plasat alături de toți ceilalți porumbei în genul Columba și a inventat numele binomial Columba palumbus. Epitetul specific palumbus este o formă alternativă a latinei palumbes pentru porumbelul de pădure.
Sunt recunoscute cinci subspecii, dintre care una a dispărut în prezent:
- Columba palumbus palumbus Linnaeus, 1758 – Europa până în Siberia de Vest și Irak; Africa de Nord-Vest
- † Columba palumbus maderensis Tschusi, 1904 – Madeira (dispărută)
- Columba palumbus azorica Hartert, 1905 – Azorele estice și centrale
- Columba palumbus iranica Zarudny, 1910 – sud-vestul și nordul Iranului până în sud-vestul Turkmenistanului
- Columba palumbus casiotis Bonaparte, 1854 – sud-estul Iranului și Kazahstanului până în vestul Chinei, nord-vestul Indiei și Nepal

Înregistrări fosile ale speciei sunt cunoscute de la începutul Pleistocenului mijlociu din Sicilia.

## Descriere
Columba palumbus este cea mai mare dintre speciile de porumbei întâlnite în Europa Centrală, fiind întâlnită atât în zone împădurite cât și în orașe - în parcuri și chiar în perimetrele locuite unde există zone cu vegetație lemnoasă.
Se deosebește de porumbelul de casă prin două trăsături caracteristice: benzile albe de pe aripi, care pot fi observate mai ales în zbor, și dungile albe din zona gâtului (în părțile laterale). În poziție statică, la marginea inferioară a aripii este vizibilă o dungă albă, de circa 1 cm, bordată de una mai subțire, de culoare închisă. Rectricele (penele mari ale cozii) prezintă la capătul terminal o bandă închisă la culoare, care poate fi observată atât în zbor cât și la observarea frontală și de jos, când este așezat în copac.
Cântecul său este asemănător cu al guguștiucului (Streptopelia decaocto), și poate fi ușor recunoscut.
Iarna nu ezită să se hrănească în jurul hrănitoarelor pentru păsărele, cu semințele și resturile căzute.
Trăiesc în perechi.

## Galerie

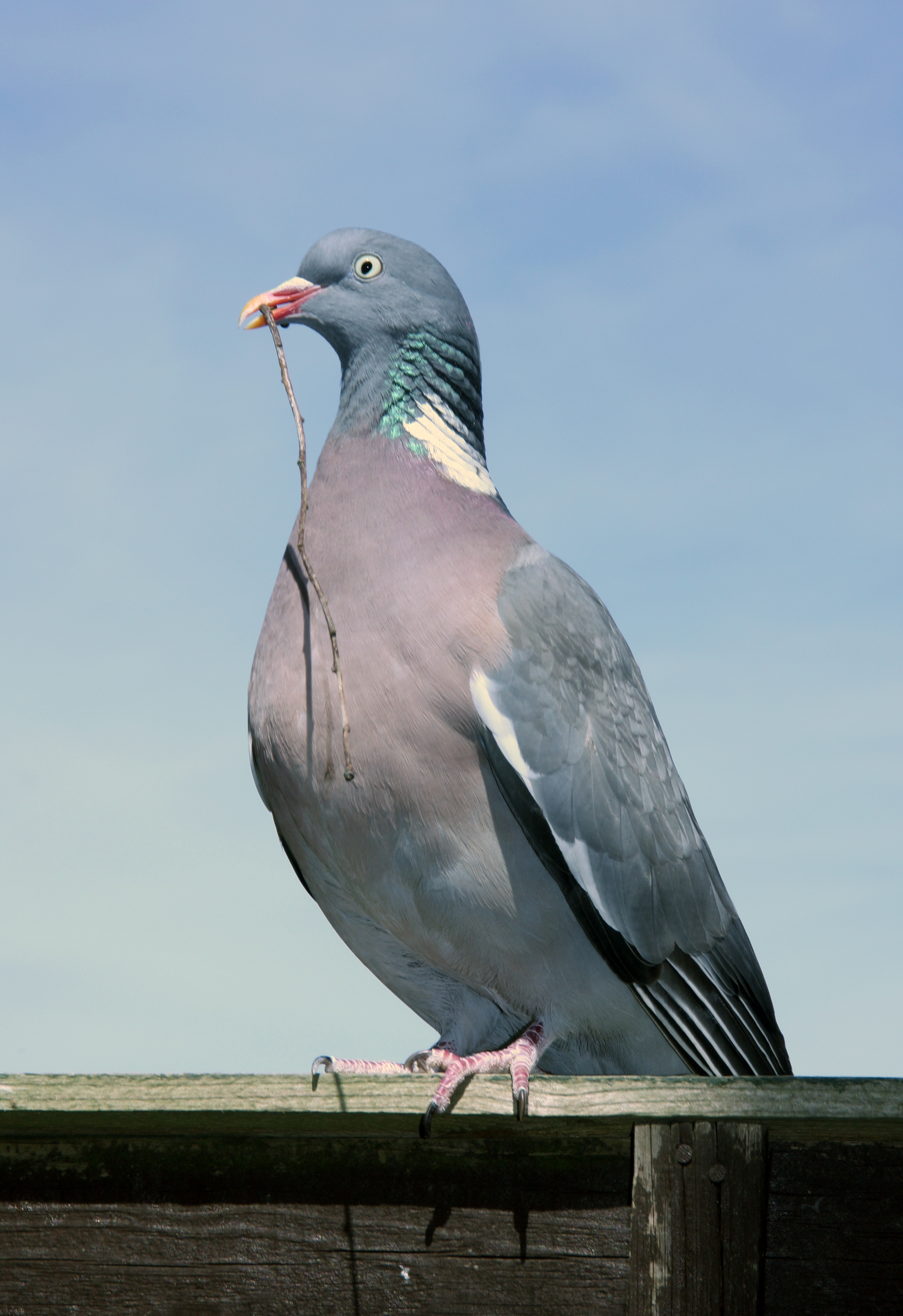
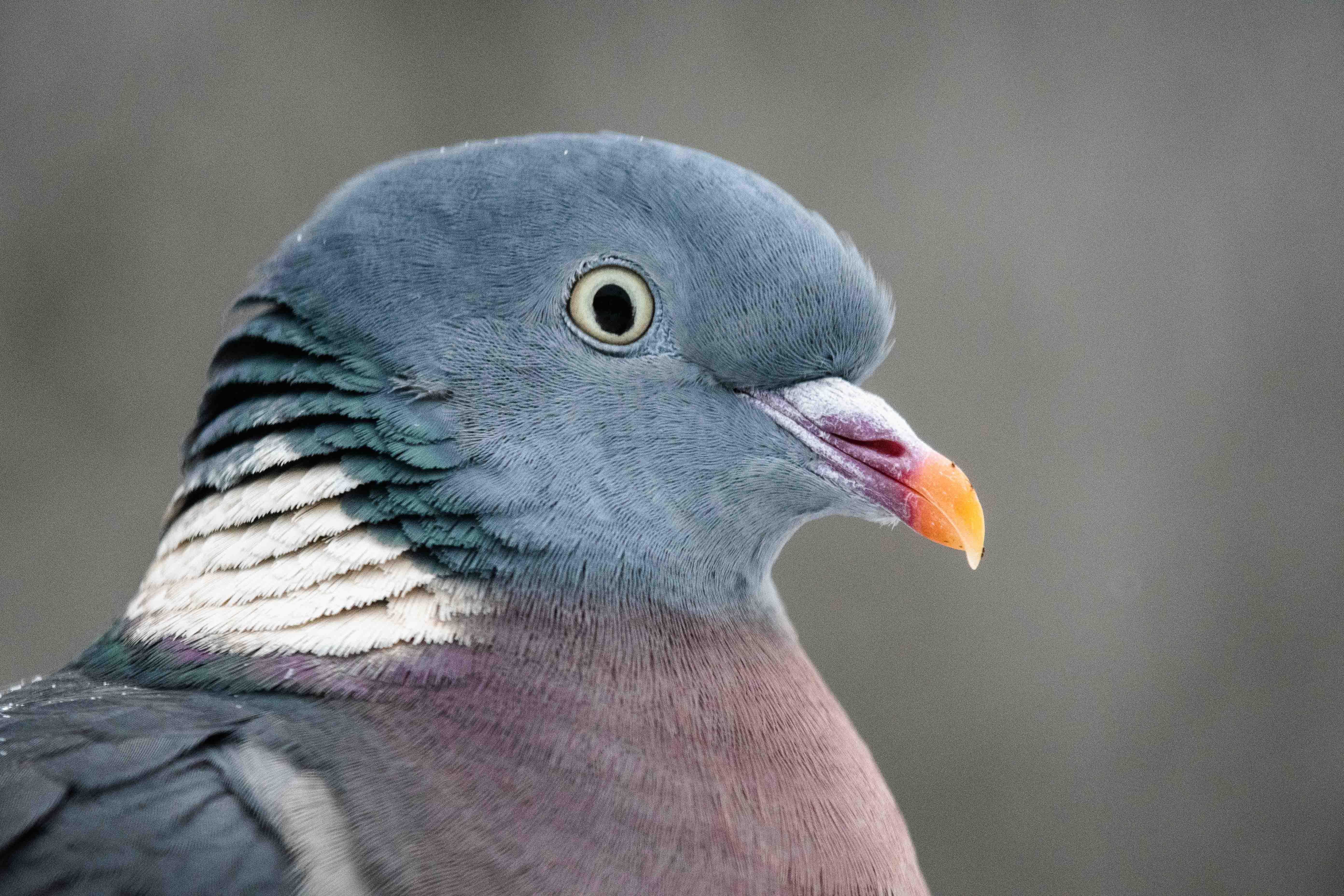
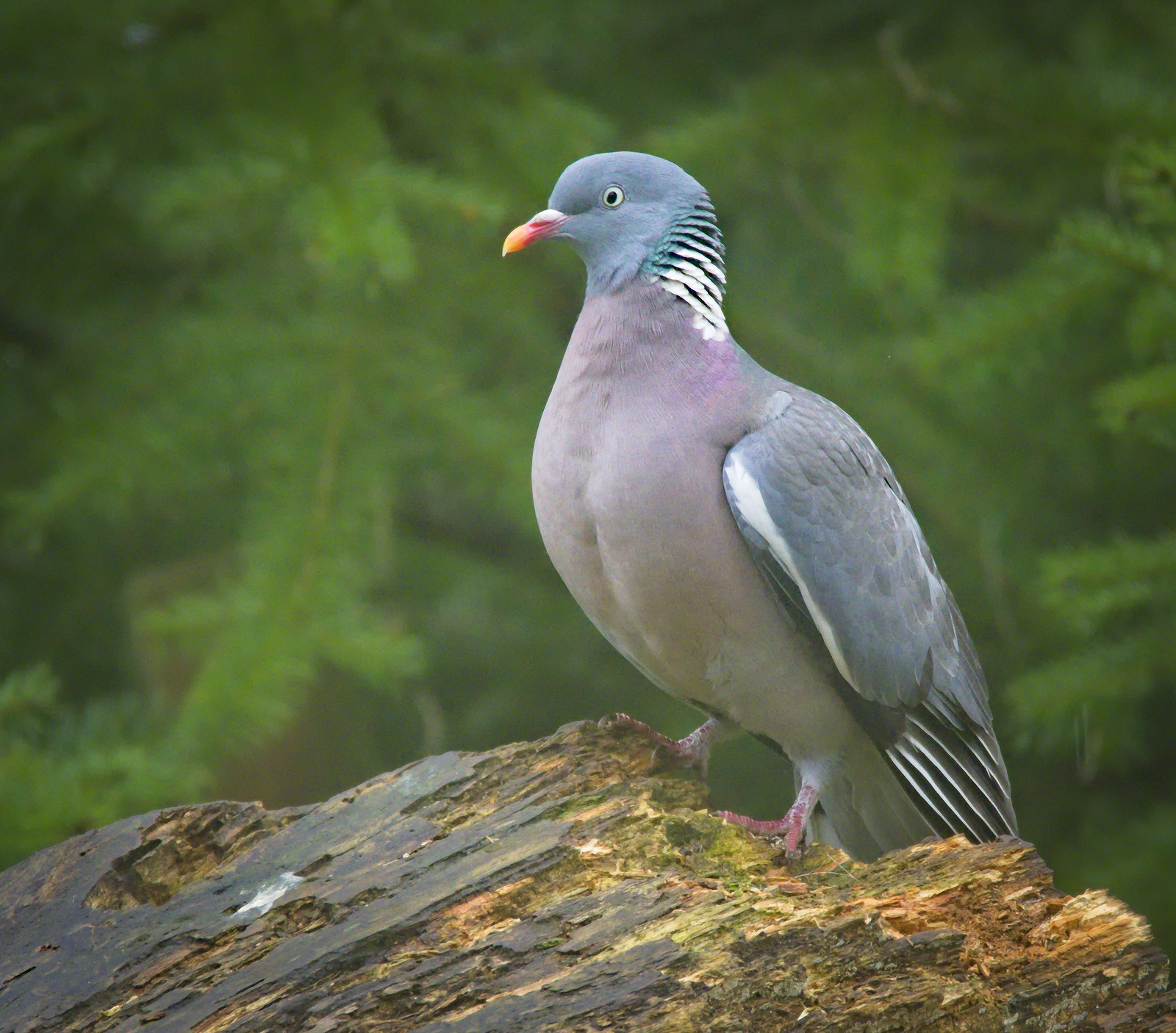
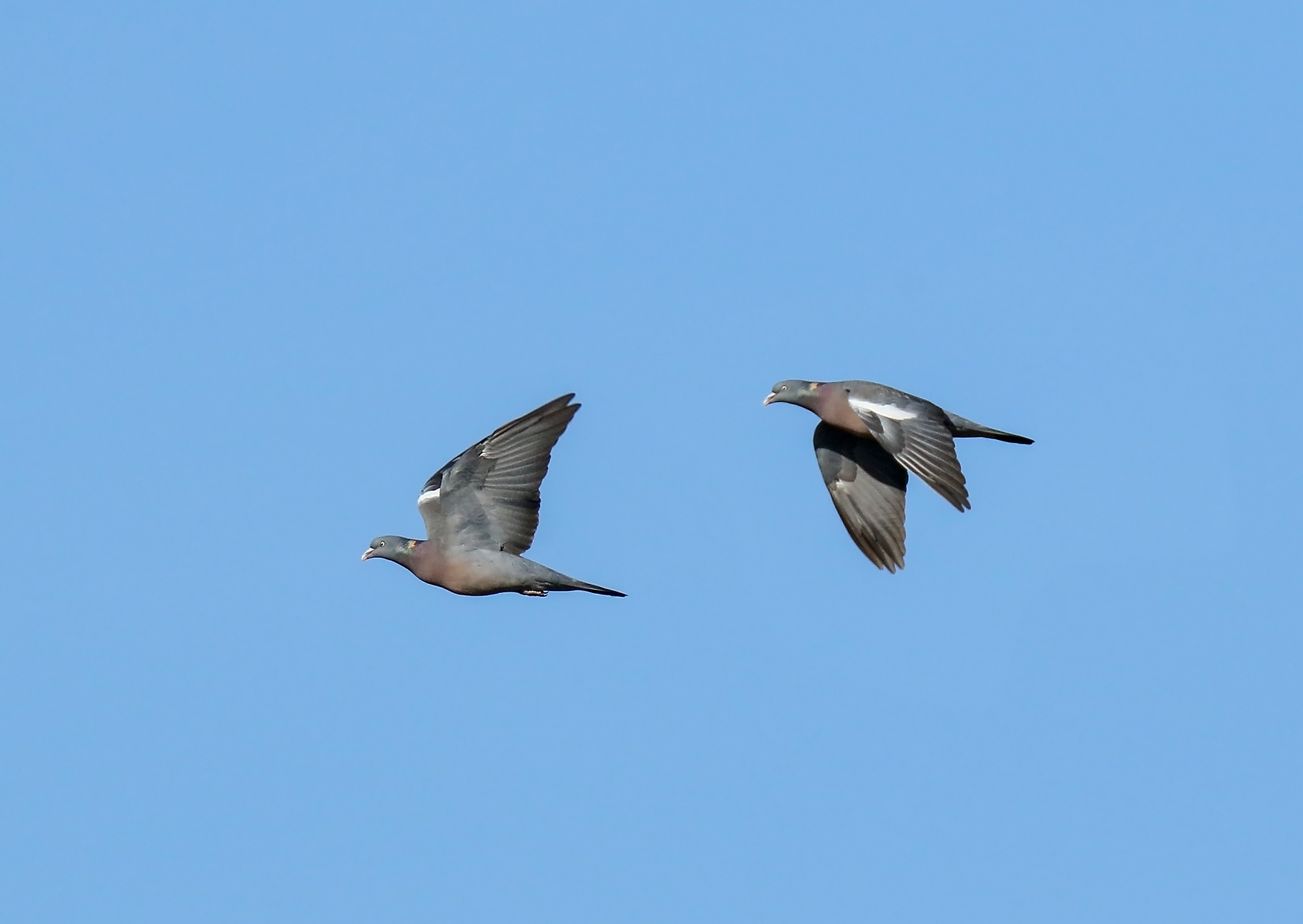
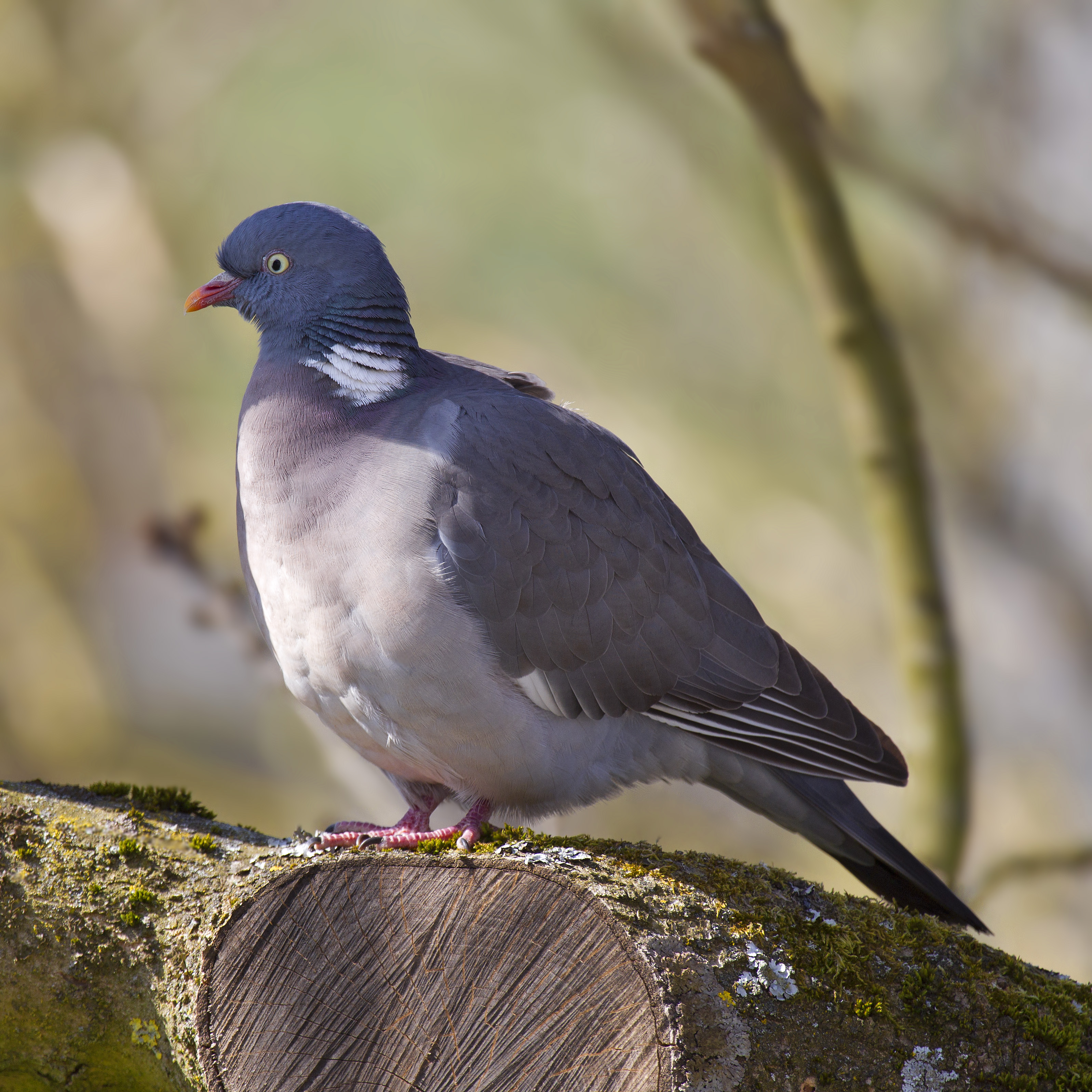
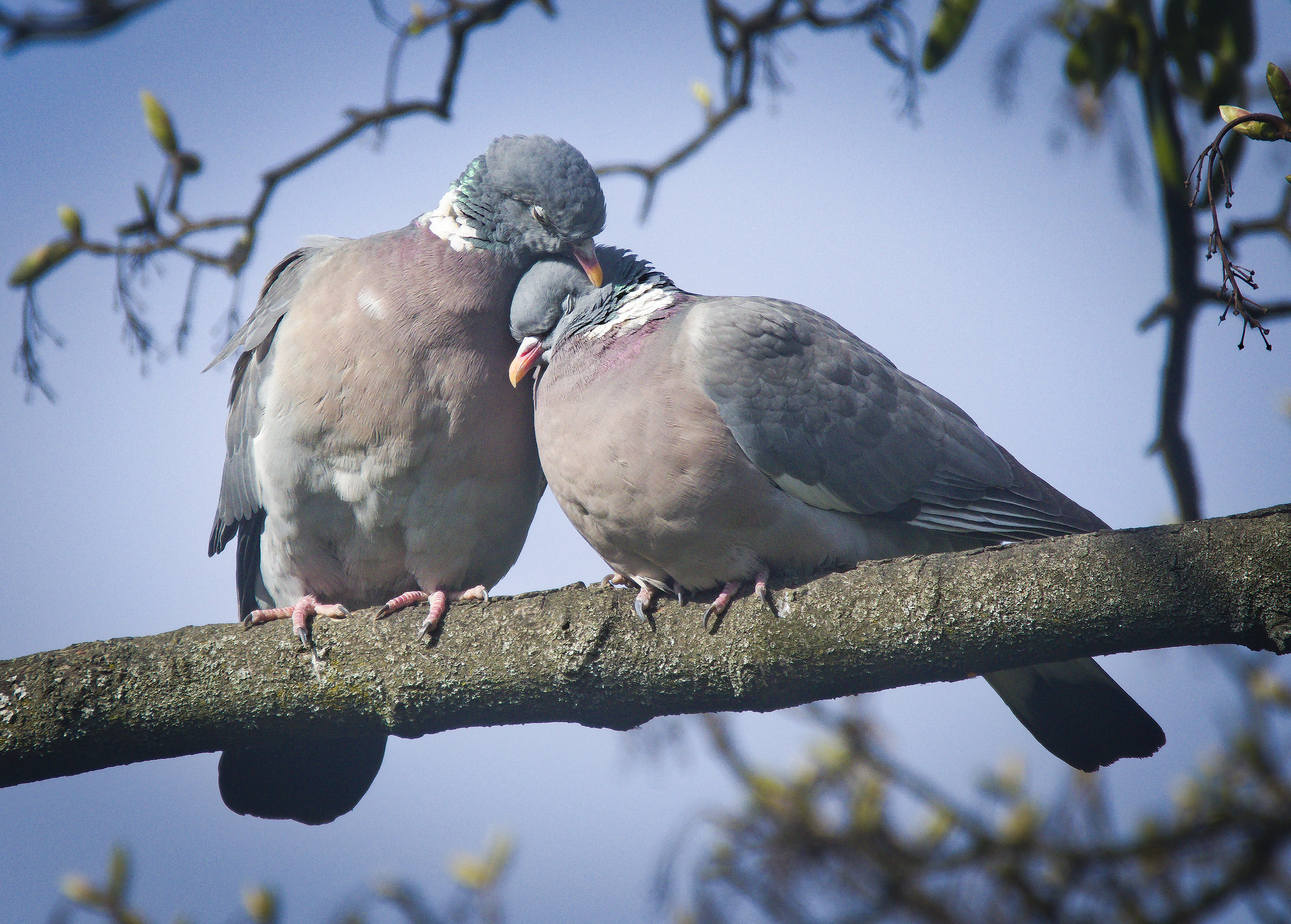
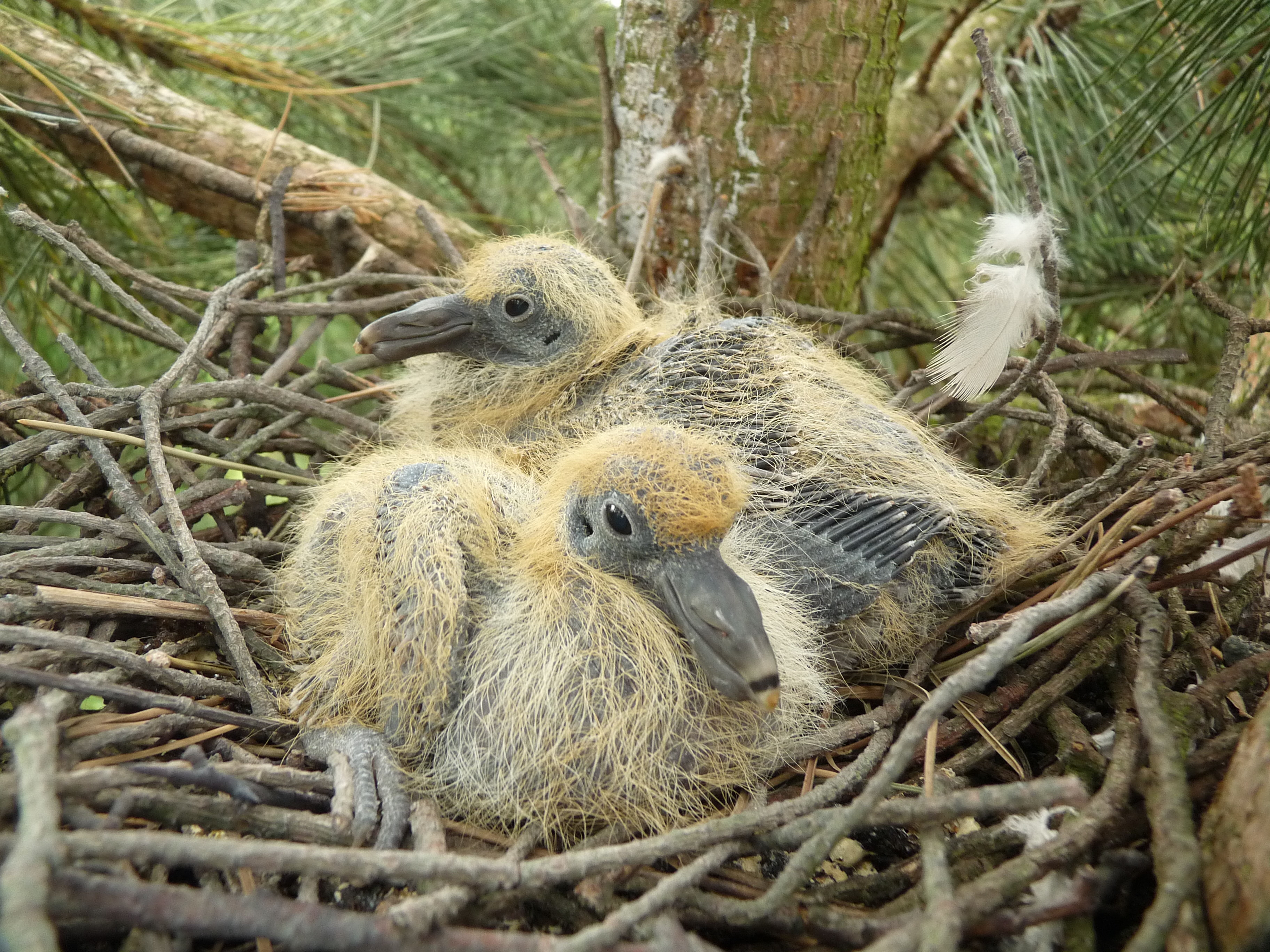
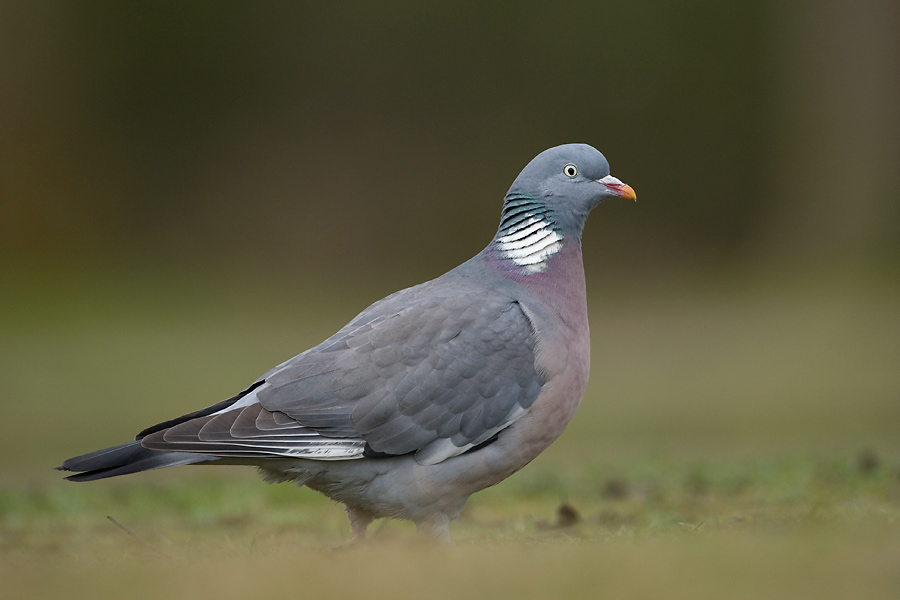
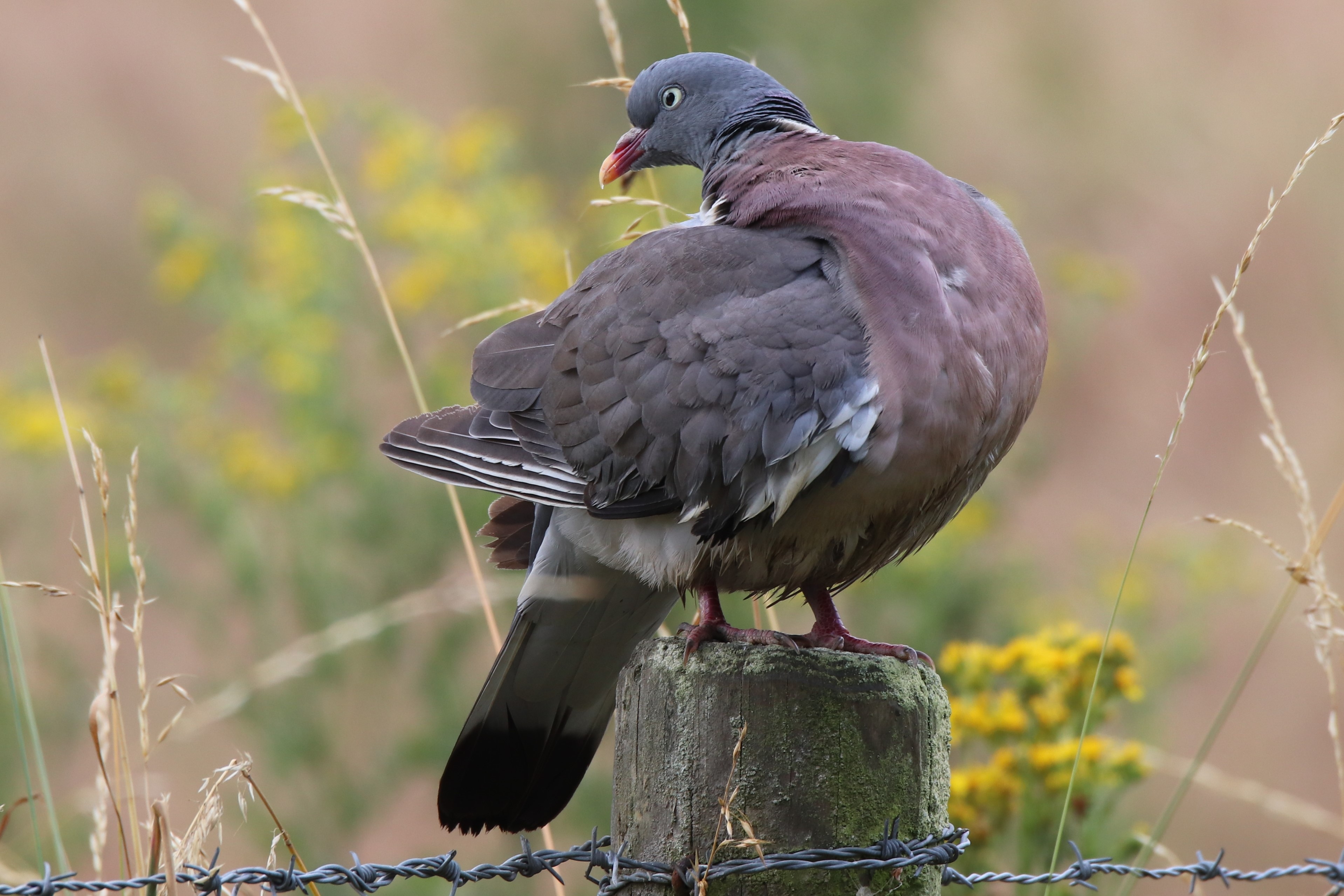